# Blakiston
Blakiston är en ort i Australien. Den ligger i kommunen Mount Barker och delstaten South Australia, omkring 28 kilometer sydost om delstatshuvudstaden Adelaide. Antalet invånare är 696.
Närmaste större samhälle är Nairne, nära Blakiston. 
Trakten runt Blakiston består till största delen av jordbruksmark. Runt Blakiston är det ganska glesbefolkat, med 35 invånare per kvadratkilometer. Genomsnittlig årsnederbörd är 729 millimeter. Den regnigaste månaden är juni, med i genomsnitt 133 mm nederbörd, och den torraste är december, med 21 mm nederbörd.